# Haematotropis aurorea
Haematotropis aurorea är en mångfotingart som beskrevs av Jeekel 2000. Haematotropis aurorea ingår i släktet Haematotropis och familjen Aphelidesmidae. Inga underarter finns listade i Catalogue of Life.